# Art Jackes
Arthur M. "Art" Jackes (Toronto, 26 giugno 1924 – Greenbank, 10 novembre 2000) è stato un altista canadese.

## Biografia
Fu per tre anni, dal 1948 al 1950, campione nazionale di salto in alto. Partecipò ai Giochi olimpici di Londra 1948 che concluse al sesto posto. 
Nel 1950 gareggiò ai IV Giochi dell'Impero Britannico disputati in Nuova Zelanda, dove si classificò decimo.
Ritiratosi dall'attività agonistica, si trasferì negli Stati Uniti dove morì nel novembre del 2000 a Greenbank, nello stato di Washington.

## Palmarès
| Anno | Manifestazione  | Sede   | Evento        | Risultato | Prestazione | Note |
| ---- | --------------- | ------ | ------------- | --------- | ----------- | ---- |
| 1948 | Giochi olimpici | Londra | Salto in alto | 6º        | 1,90 m      |      |